# Analyseur de bus

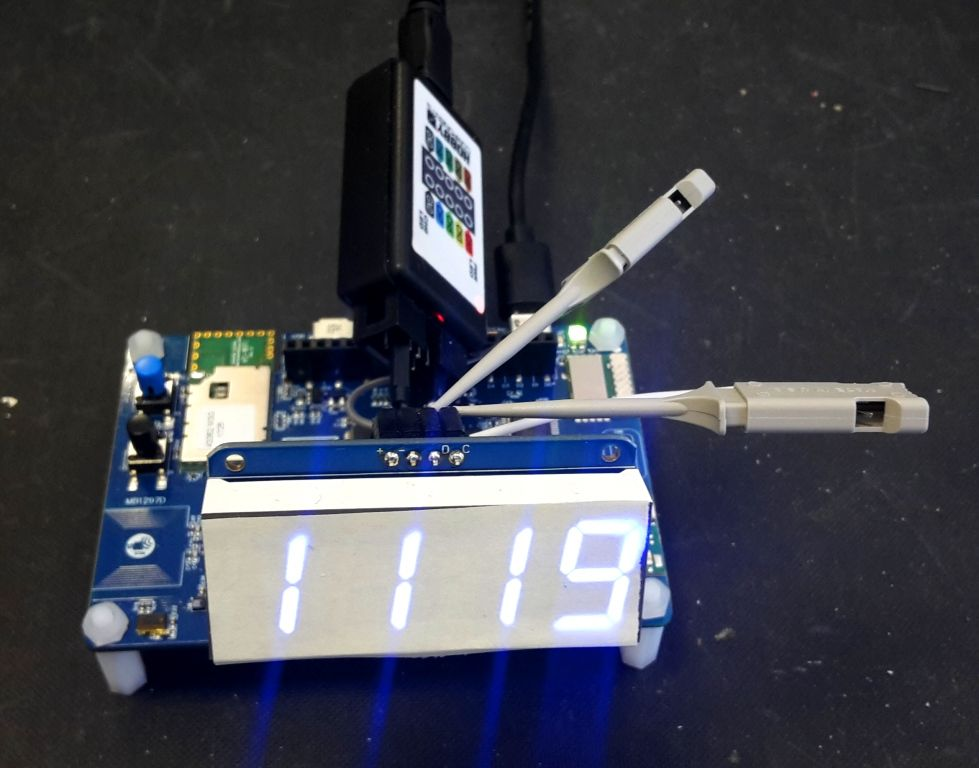
Analyseur de bus pour décoder les trames I2C entre un microcontrôleur et un afficheur 7 segments.

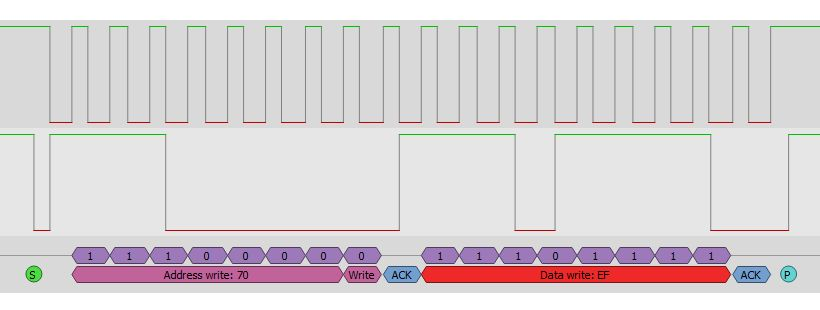
Analyse d'une trame I2C.

Un analyseur de bus est un outil d'analyse de bus informatique combinant à la fois matériel et logiciel. Ce type d'outils est utilisé dans le développement de matériel informatique ou de pilote informatique pour un bus informatique donné. On l'utilise également pour diagnostiquer d'éventuels problèmes sur un bus informatique ou des problèmes affectant directement le matériel. On peut en outre l'utiliser pour faire de la rétro-ingénierie.

## Description
L'analyseur de bus est une sorte d'analyseur logique qui connaît la manière dont les informations sont transmises à travers chaque sortes de bus.